# جرف كلان (الرضمة)

تعديل مصدري - تعديل

جرف كلان هي إحدى قرى عزلة عجيب بمديرية الرضمة التابعة لمحافظة إب، بلغ تعداد سكانها 455 نسمة حسب تعداد اليمن لعام 2004.